# Bataille d'Amiens (1940)
Pour les articles homonymes, voir Bataille d'Amiens.
Seconde Guerre mondiale,
Bataille de France
Batailles
- Drôle de guerre
- Évacuation des civils de la ligne Maginot
- Mobilisation
- Offensive de la Sarre
- Baie de Heligoland
- Incident de Mechelen
- Plan Jaune
- Plan Dyle
- Luxembourg
- Ében-Émael
- Hannut

- Sedan
- Dinant
- Monthermé
- Givet
- La Horgne
- Gembloux
- Flavion
- Louvain
- Charleroi

- Stonne
- Montcornet
- La Sambre
- Arras

- L'Escaut
- Amiens
- La Lys
- Massacre de Vinkt
- Boulogne-sur-Mer
- Calais
- Poche de Lille
- Massacre du Paradis
- Abbeville
- Dunkerque
- Capitulation belge

- L'Aisne
- L'Ailette
- Opération Paula
- l’Exode
- Pont-de-l'Arche
- Opération Cycle
- Opération Ariel

- Les Alpes
- Vallon du Seuil
- Bombardement de Toulon
- Opération Vado
- La Loire
- Saumur
- La vallée du Rhône
- Bombardements de Marseille
- Menton (Pont-Saint-Louis)
- Combats aériens en Suisse
- Armistice du 22 juin

La bataille d'Amiens est un épisode de la campagne de France qui s'est déroulé du 20 mai au 9 juin 1940. Elle opposa l'Armée française, soutenue par le Corps expéditionnaire britannique à la Wehrmacht, pour le contrôle de la ville d'Amiens lors de la Seconde Guerre mondiale. Malgré une résistance acharnée, elle se solda par la retraite des armées françaises.

## Contexte historique

### La percée allemande
La Drôle de guerre prit fin brusquement le 10 mai 1940 avec l'attaque allemande aux Pays-Bas, au Luxembourg et en Belgique. Après la percée allemande à Sedan, une suite de revers des armées française et britannique entraîna une avancée rapide des armées allemandes. Amiens, tout comme Lille, Arras et Calais, constituait pour elles un objectif majeur : située sur la Somme dernier obstacle naturel avant la Seine et Paris, la ville était un nœud ferroviaire et routier de première importance. La prise d'Amiens ouvrit à la Wehrmacht la route de Paris et lui permit de poursuivre son offensive vers le sud. Le 19 mai, les Allemands étaient aux portes d'Amiens.

### La Ligne Weygand
Sur décision du gouvernement, le 20 mai 1940, le général Gamelin fut remplacé à la tête des armées françaises par le général Weygand revenu précipitamment du Moyen-Orient. Il parvint à constituer une ligne de front la « Ligne Weygand » sur le cours de l'Aisne, puis de l'Ailette, du canal Crozat et de la Somme jusqu'à son embouchure avec des troupes refluant de différents lieux de combat.

## Les unités militaires françaises sur la Somme en mai-juin 1940
Au 4 juin 1940, les unités de l'armée française présentes sur la Ligne Weygand dans la Somme étaient : 
- la 10e armée commandée par le général Altmeyer composée de :
  - Le 9e corps d'armée commandé par le général Ilher composé de :
    - la 13e division d'infanterie du général Baudouin,
    - la 31e division d'infanterie alpine du général Vauthier,
    - la 40e division d'infanterie du général Durand,
    - la 2e division légère de cavalerie du général Gastey,
    - la 5e division légère de cavalerie du général Chanoine,

  - Le 10e corps d'armée commandé par le général Gransard composé de :
    - la 16e division d'infanterie du général Mordant,
    - la 24e division d'infanterie du général Voirin,
    - la 4e division d'infanterie coloniale (4e D.I.C.) du général de Bazelaire de Ruppierre,

  - la 3e division légère de cavalerie du général Petiet,
  - la 4e division cuirassée du colonel de Gaulle,
  - la 5e division d'infanterie coloniale du général Sechet,

- un des deux corps d'armée de la 7e armée du général Frère :
  - Le 1er corps d'armée, commandé par le général Sciard composé de :
    - la 7e division d'infanterie nord-africaine (7e D.I.N.A.) du général Barré,
    - la 19e division d'infanterie du général Lenclud;
    - la 29e division d'infanterie du général Gérodias,
    - la 47e division d'infanterie du général Mendras,
- la 51e division (Highland) du général Fortune et
- les restes de la 1re division blindée britannique.

Ces troupes disparates formant le Groupe d’armées n° 3, commandé par le général Besson, tenaient la ligne de la Somme mais ne possédaient pas l'armement lourd suffisant pour leur permettre de barrer la route au groupement blindé von Kleist.

## Déroulement de la bataille

### Attaques aériennes allemandes

#### Premiers bombardements
Dès le 10 mai 1940, les avions allemands survolèrent le département de la Somme et bombardèrent plusieurs villes : Abbeville, Doullens et l'usine aéronautique de Méaulte. Amiens fut survolée à plusieurs reprises sans être bombardée.

#### Bombardements aériens des 18 et 19 mai 1940
Le  samedi 18 mai 1940 vers 15 h, Amiens subit un premier bombardement : une douzaine d'avions allemands s'abattirent en piqué sur la ville. Les bombes touchèrent la gare de triage de Longueau à l'est de la ville et le quartier Saint-Roch à l'ouest du centre-ville. La gare Saint-Roch fut détruite en grande partie faisant une dizaine de tués et un plus grand nombre de blessés parmi la population et les militaires britanniques dont le train stationnait en gare.
Le lendemain, dimanche 19 mai, vers midi, une nouvelle attaque aérienne frappait la ville: trois escadrilles de bombardiers, protégés par des chasseurs volant à plus haute altitude détruisirent une grande partie du centre-ville ainsi que la gare du Nord, le faubourg Saint-Pierre à proximité de la citadelle, l'église Saint-Honoré et les immeubles avoisinant, une partie du faubourg de Hem et le quartier Saint-Jacques. On estime le nombre de tués à plus d'une centaine, le nombre de blessés étant plus grand. 
La population s'enfuit alors que la cité était en flamme, le préfet parcourant la ville avec des membres de la municipalité, dénombra une cinquantaine de foyers d'incendie dans le seul centre-ville. L'incendie dura cinq jours épargnant la cathédrale.
Le lendemain, l'armée allemande entrait dans Amiens.

### Prise d'Amiens par l'armée allemande
Le 20 mai 1940, vers 9 h, la 1re division de Panzer entre dans Amiens. Le 28e régiment régional, renforcé de canons de 75 et de chars Renault FT, barricade les entrées de la ville mais il doit se replier après la destruction de la barricade de la route d'Albert. Sur leur lancée, les Allemands capturent vers 14 h le 7th Battalion du Royal Sussex Regiment (en) au sud de la ville. Cependant, les troupes du commandant Thuillier, 16 officiers et 170 hommes de troupe avec un armement réduit : 16 fusils mitrailleurs, 8 mitrailleuses, sans canon antichar, résistèrent dans la citadelle jusqu'au soir.
La 1re division de Panzer longea ensuite la Somme en direction d'Abbeville, son principal objectif, qu'elle atteignit dans l'après-midi. Les troupes françaises de la VIIe Armée étaient coupées des troupes françaises du Nord. L'armée allemande atteignit Noyelles-sur-Mer et la Manche vers 20 h 00 après avoir parcouru 110 kilomètres dans la journée. Les Allemands encerclèrent les armées belges, britanniques et 30 divisions françaises autour de Boulogne-sur-Mer, Calais et Dunkerque.

### Bataille à l'est d'Amiens
Le 1er corps d'armée atteint ses positions près de Le Hamel, Aubigny, et le long de la route allant d'Amiens à Saint-Quentin. Le 23 mai 1940, à la fin de la première phase de la campagne de France, les Allemands avaient constitué une tête de pont sur la rive gauche de la Somme à Aubigny et à Fouilloy. Du 24 au 28 mai, les troupes de la 4e DIC prirent et perdirent Aubigny deux fois au prix de lourdes pertes. 
Le 1er bataillon du 24e régiment de tirailleurs sénégalais (24e RTS) du commandant Gélormini prit le village après une contre-attaque violente. Durant toute la journée du 24, le bataillon repoussa les contre-attaques de la 13e division d'infanterie allemande mais les Français manquant de munitions et d'armes automatiques, l'ordre de repli fut donné, dans la soirée. Après un combat de rue qui infligea de nombreuses pertes aux Allemands, le bataillon parvint à regagner ses positions de départ. Une cinquantaine de tirailleurs blessés, n'ayant pu parvenir à se replier, furent achevés par les troupes allemandes.
Le 28 mai 1940, un nouvel ordre d'attaque fut donné au 1er bataillon du 24e RTS dont les troupes avaient été complétées. L'attaque débuta à 19 h 10 par un raid de bombardiers français qui lâchèrent leurs bombes sur le village de Fouilloy. L'artillerie allemande disloqua l'attaque des tirailleurs à 20 h 00. Des renforts permirent la reprise de l'attaque à 20 h 30 mais la contre-attaque allemande menaçait les Français d'encerclement. À 2 h 00, le 29 mai, après avoir résisté à la pression allemande, le Commandant Gélormini donna l'ordre de repli. 315 soldats du 1er bataillon du 24e RTS périrent pour la défense d'Aubigny.
Des combats se déroulèrent également à Villers-Bretonneux entre la 4e DIC et l'armée allemande.

### Bataille au sud d'Amiens
Amiens était située sur le flanc sud du dispositif militaire allemand qui cherchait à réduire la poche de Dunkerque du 21 mai au 4 juin 1940.
Du 18 mai au 8 juin, Amiens fut la cible de bombardements aériens menés par la Luftwaffe. 
Le 26 mai, les Allemands attaquèrent les quartiers sud de la ville et obligèrent la population restée sur les lieux à se réfugier au nord de la Somme. 12 otages, détenus au Palais de Justice, répondirent sur leur vie de la sécurité de l'occupant. 
Après que les Allemands furent entrés dans la ville, l'artillerie française bombarda les faubourgs d'Amiens.
Jusqu'au 5 juin, la ville subit les attaques de l'armée française (7e D.I.C. et 16e D.I.) retranchée au sud d'Amiens, sur le plateau de Dury comme en 1870. La 16e division d'infanterie reprit le village de Cagny, le 30 mai après de furieux combats mais dut se replier le 6 juin à l'aube. Les Français de la 16e division d'infanterie tinrent le village de Saint-Fuscien, appuyés par la 24e division d'infanterie, défendant la position d'Essertaux, et le 12e bataillon de chars de combat (BCC) résistèrent héroïquement face aux assauts allemands des 7e du général Rommel, 9e  du général von Hubicki et 10e Panzerdivision du général Schaal. Cette résistance fut payée chèrement car les pertes humaines furent nombreuses, ainsi la bataille de Bezencourt se solde par la perte de 90 hommes du 67e Bataillon de chasseurs alpins. Des prisonniers furent assassinés : 86 corps furent retrouvés près du saut-de-loup qui marque la limite du parc du château de Dromesnil.
Le 4 juin 1940, les divisions blindées allemandes ayant réduit la poche de Dunkerque, purent participer à la deuxième phase de l'offensive et se concentrer sur la Somme pour percer les lignes françaises.
Le lendemain et le 7 juin, les Allemands intensifièrent leur offensive, appuyés par des dizaines de blindés. Les Français tentèrent de défendre leurs positions avec l’appui de quelques chars et canons anti-chars qui se battirent à un contre quatre mais l'effort fut vain. Le 8 juin, les dernières unités françaises se retirèrent de la ville.

## Conséquences

### Bilan humain et matériel
- La résistance des troupes françaises fut payée chèrement avec des pertes importantes.Des 50 tirailleurs sénégalais blessés du 1er bataillon du 24e RTS furent achevés à Aubigny. 86 corps furent retrouvés au saut de loup, à l'arrière du château de Dromesnil et une centaine d'hommes du 12e Régiment de Tirailleurs Sénégalais (RTS) furent brûlés vifs dans une grange par des soldats allemands.

- 196 blindés allemands (Panzer III et IV) furent détruits lors de la bataille[réf. nécessaire][Information douteuse].

- 25 % de la ville furent détruits dont 60 % du centre-ville.
- La population fuyant la ville, il ne restait que 5 000 habitants environ sur une population de 95 000 en 1939.

### Conséquences militaires et politiques
Le président des États-Unis, Franklin Delano Roosevelt, adressa un télégramme de félicitations à Paul Reynaud, président du Conseil, pour la résistance des divisions françaises lors de la bataille. 
Charles de Gaulle se serait inspiré de ce télégramme pour créer l'idée d'une France résistante, d'une France libre,.
Bien que l'Armée française infligeât de lourdes pertes aux Allemands, elle s’avéra incapable de freiner la Blitzkrieg allemande et dut se replier le 7 juin sur la Seine. Le 14 juin, après avoir sécurisé leur flanc nord, les Allemands entraient dans Paris.
Cependant, les troupes françaises continuèrent de résister dans le cadre de la bataille des Alpes après que l'Italie eut déclaré la guerre à la France.
La débâcle des armées françaises se poursuivit après l'échec de la défense de la Loire et de la vallée du Rhône. Pétain demanda l'armistice qui fut signé le 22 juin 1940 à Compiègne et entra en vigueur le 25 juin de la même année.

### Conséquences de la défaite française pour la ville
Le 26 juin 1940, le préfet fut de retour à Amiens, la vie reprit ses droits, une grande partie de la population regagna la ville.
Du 20 mai 1940 au 31 août 1944, Amiens subit quatre années d'occupation par la Wehrmacht avec son cortège d'humiliations, pénurie, restrictions, spoliation, stigmatisation, répression, déportation et extermination. Elle fut libérée par les Britanniques et les FFI, le 31 août 1944. 
Amiens sortit du conflit détruite à 41 %essentiellement par les bombardements allemands de 1940 qui anéantirent la plus grande partie du centre-ville. Des bombardements alliés de 1943-1944, surtout dirigés vers le nœud ferroviaire et la gare de Longueau, provoquèrent également d'importants dégâts (mais sans commune mesure avec les destructions de 1940). Quant à l'opération Jéricho, elle fut d'une précision remarquable puisque seules quatre bombes sur les 40 lancées ayant raté leur cible commirent des « dégâts collatéraux ».

## Lieux de mémoire
- Aubigny : mur extérieur du cimetière communal : stèle à la mémoire de la 4e D.I.C. mai-juin 1940 et panneau explicatif du Souvenir français.
- Bezencourt : Monument commémoratif aux hommes du 67 BCA morts les 6 et 7 juin 1940, musée situé à proximité[12], carré militaire du cimetière ; commémoration officielle des combats chaque année au début du mois de juin ;
- Blangy-Tronville : mur extérieur de la mairie : stèle à la mémoire de la 4e D.I.C. mai-juin 1940.
- Le Bosquel : monument aux morts en forme de calvaire, sur le côté, une plaque avec cette inscription :« Aux morts du 50e R.I. et aux soldats tombés au Bosquel en juin 1940, la commune reconnaissante » a été apposée.
- Cachy : plaque à la mémoire de la 4e D.I.C. sur le monument de la guerre de 1870.
- Cagny : église Saint-Honoré, plaque à la 4e D.I.C. et plaque à la 7e D.I.C.
- Condé-Folie : nécropole nationale.
- Démuin : plaque à la mémoire de la 4e D.I.C. sur l'enclos du monument aux morts.
- Dury : monument à la 7e D.I.C. 1939-1940 et monument Juin 1940 aux anciens combattants du 56e R.I. combats de Dury et environs.
- Essertaux : stèle « A la mémoire des soldats morts pour la France le 7 juin 1940 à Essertaux ».
- Fouilloy : mur extérieur du cimetière communal : stèle à la mémoire de la 4e D.I.C. mai-juin 1940.
- Glisy : stèle à la mémoire de la 4e D.I.C. mai-juin 1940 sur le mur extérieur de l'église.
- Le Hamel : mur extérieur d'un bâtiment donnant sur la place du village : stèle à la mémoire de la 4e D.I.C. mai-juin 1940.
- Hébécourt : monument « Aux morts de la 16e Division d'infanterie mai-juin 1940 », situé sur le bord de la R. D. 9016, à la sortie du village en allant vers Dury, juste avant le bois. Ce monument a été érigé par les anciens de la 16e D.I, avec le concours du Conseil général de la Somme, la ville de Dijon, les communes de : Bacouel-sur-Selle, Dury, Essertaux, Estrées-sur-Noye, Grattepanche, Hébécourt, Oresmaux, Plachy-Buyon, Rumigny, Sains-en-Amiénois, Saint-Fuscien, Saint-Sauflieu, Vers-sur-Selle. Sont inscrits sur le monument le nom des différentes unités composant la 16e D.I. et cette phrase du général Weygand : « Je leur ai demandé de tenir jusqu'au sacrifice suprême ce qu'ils ont fait. » L'architecte Delangle conçut le monument, le sculpteur Henri Lagriffoul fut l'auteur du bas-relief.